# Tylko razem z córką (film)
Tylko razem z córką (ang. Not Without My Daughter) – amerykański dramat obyczajowy z 1991 roku w reżyserii Briana Gilberta. Film oparty na faktach – ekranizacja autobiograficznej książki pod tym samym tytułem autorstwa Betty Mahmoody.

## Fabuła
Akcja filmu rozgrywa się w latach 80. XX wieku. Betty Mahmoody (Sally Field) wraz z Moddym (Alfred Molina), lekarzem irańskiego pochodzenia i córką Mahtob wiedzie spokojne życie w miasteczku Michigan. Moody po latach nieobecności w ojczyźnie postanawia odwiedzić swoją rodzinę. Proponuje Betty, aby pojechali na wakacje do Iranu. Na miejscu okazuje się, że podjęła złą decyzję. Jej mąż staje się tyranem i zaczyna się znęcać nad nią i małą Mahtob.

## Obsada
- Sally Field – Betty Mahmoody
- Alfred Molina – Sayed Borzog „Moody” Mahmoody
- Sheila Rosenthal – Mahtob
- Sarah Badel – Nicole
- Mony Rey – Ameh Bozorg
- Georges Corraface – Mohsen